# Демківка
Де́мківка — село в Україні, у Тростянецькій селищній громаді Гайсинського району Вінницької області. Населення становить 1248 осіб.

## Історія
Село засноване 1600 року.
Постраждало внаслідок геноциду українського народу, проведеного урядом СССР 1932—1933 та 1946—1947.
12 червня 2020 року, відповідно розпорядження Кабінету Міністрів України № 707-р «Про визначення адміністративних центрів та затвердження територій територіальних громад Вінницької області», село увійшло до складу Тростянецької селищної громади.
19 липня 2020 року, в результаті адміністративно-територіальної реформи і ліквідації Тростянецького району, село увійшло до складу Гайсинського району.

## Населення
Згідно з переписом УРСР 1989 року чисельність наявного населення села становила 1441 особа, з яких 599 чоловіків та 842 жінки.
За переписом населення України 2001 року в селі мешкало 1247 осіб.

### Мова
Розподіл населення за рідною мовою за даними перепису 2001 року:
| Мова       | Кількість | Відсоток |
| ---------- | --------- | -------- |
| українська | 1205      | 96.55%   |
| російська  | 43        | 3.45%    |
| Усього     | 1248      | 100%     |

## Економіка
«Дакса Бунге Україна» планує будівництво заводу із переробки кукурудзи потужністю 100 тис. тонн на рік новозбудоване підприємство займатиметься переробкою спеціальних сортів кукурудзи на крупу та борошно. Проєктна потужність складає — 300 тон за добу та 100 тисяч тон на рік. Близько 80 % готової продукції буде реалізовуватись на експорт. Передбачається зведення сховищ для зберігання кукурудзи, а також, побічних та основних продуктів. Відомо, що у будівництві підприємства беруть участь американська компанія Bunge та іспанська група компаній «Дакса». Прогнозовані обсяги інвестицій становлять 14 млн доларів США.

## Демківська оборона (1655)
6–8 січня 1655 (27–29 грудня 1654 року за старим стилем) повстанцями містечка Демківка Уманського полку (нині — село Гайсинського району Вінницької області) під час наступу військ Речі Посполитої на Поділля (осінь 1654 — початок 1655). Кілька каральних полків князя Д.-Є. Вишневецького та С. Лянцкоронського після взяття міста Бершадь рушили на Демківку, де укріпилося понад 5000 українських повстанців під командуванням кількох сотників (Зарудного, Яковенка, Комаренка, Гавриленка, Корсунця, Юркевича). Вранці 6 січня 1655 (27 грудня 1654) року повстанцям було запропоновано здатися, однак вони відмовилися навіть прийняти листа про здачу. Майже весь день тривав штурм містечка, у ході якого з обох боків були значні втрати. Коли поляки підпалили містечо артилерійським обстрілом, повстанці відступили до замку і там продовжували оборонятися. Наступного дня ситуація для повстанців погіршилася, і вони розпочали мирні переговори. Три сотники (Зарудний, Юркевич, Яковенко) капітулювали. Під час виходу обложених із замку всупереч умовам капітуляції (8 січня) на них напали польські й ординські війська. Майже всі захисники Демківки разом із місцевими жителями (6–10 тис. осіб) загинули. Полонених сотників за наказом команд. коронними військами гетьмана польного коронного С. Потоцького стратили. Після падіння Демківки війська Речі Посполитої рушили на м. Умань, однак там були зупинені.

## Видатний уродженець
- Петро Сокур — Герой Радянського Союзу.